# Молчаливый бег
«Молчаливый бег» (англ. Silent Running) — научно-фантастический кинофильм Дугласа Трамбулла 1972 года, главную роль в котором сыграл Брюс Дерн.

## Сюжет
В фильме показано будущее, в котором на Земле уничтожена вся растительная жизнь — лишь несколько образцов было сохранено в огромных, похожих на теплицы геодезических куполах, прикомандированных к флотилии космических транспортных кораблей American Airlines вблизи орбиты Сатурна. Фримен Лоуэлл (Брюс Дерн) — один из четырёх членов экипажа корабля Valley Forge (Кузнечная долина), он — штатный ботаник и эколог, который заботится о лесной растительности до её возможного возвращения и восстановления на Земле. Лоуэлл посвящает большую часть своего времени лесу, выращивая растения и разводя животных.
Когда с Земли приходит приказ отсоединить купола, уничтожить их с помощью атомных зарядов и вернуть корабли коммерческой службе, Лоуэлл поднимает бунт и пытается спасти леса и животных на корабле. После того, как четыре из шести куполов были уничтожены, Лоуэлл убивает одного из членов команды в драке, серьёзно повредив при этом ногу. Тем не менее, он препятствует уничтожению одного из оставшихся куполов, заперев остальных двух человек в другом куполе, который затем уничтожает. Прибегнув к помощи трёх хозяйственных роботов, которых он потом назовёт Хью, Дьюи и Луи (в честь мультяшных утят-тройняшек), Лоуэлл инсценирует взрыв, отделяет корабль от флотилии и угоняет его вместе с последним лесным куполом в направлении Сатурна.
Оставшись теперь один, чтобы прооперировать свою ногу, Лоуэлл перепрограммирует роботов-дронов, а затем ставит корабль на опасный курс через кольца Сатурна. Во время прохождения опасного участка дрона №3 Луи срывает с корабля. Корабль и купол, относительно невредимые, оказываются по другую сторону колец.
Лоуэлл и остальные два дрона направляются в дальний космос, поддерживая жизнь леса. Фримен учит Хьюи и Дьюи сажать деревья и играть в покер. Хьюи получает повреждение, когда Лоуэлл случайно сталкивается с ним во время отчаянной гонки на багги. Во время починки Хьюи дрон Дьюи проявляет чувства и не покидает его. Время идёт, и Лоуэлл обнаруживает, что лес гибнет. Это его ужасает, но помочь он не в силах. Когда корабль «Беркшир» вдруг выходит на связь, становится ясно, что скоро всё раскроется. Лоуэлл приходит к выводу, что растениям просто не хватает света для роста, и он спешит установить лампы освещения. В попытке спасти последний лес, прежде чем «Беркшир» до него доберётся, Лоуэлл отстреливает купол в безопасном направлении. Далее он приводит в действие атомные заряды, уничтожая себя, Хьюи и свой корабль. В последней сцене показан освещённый изнутри лесной купол, за которым ухаживает Дьюи, уплывающий в глубины космоса.

## Создание фильма

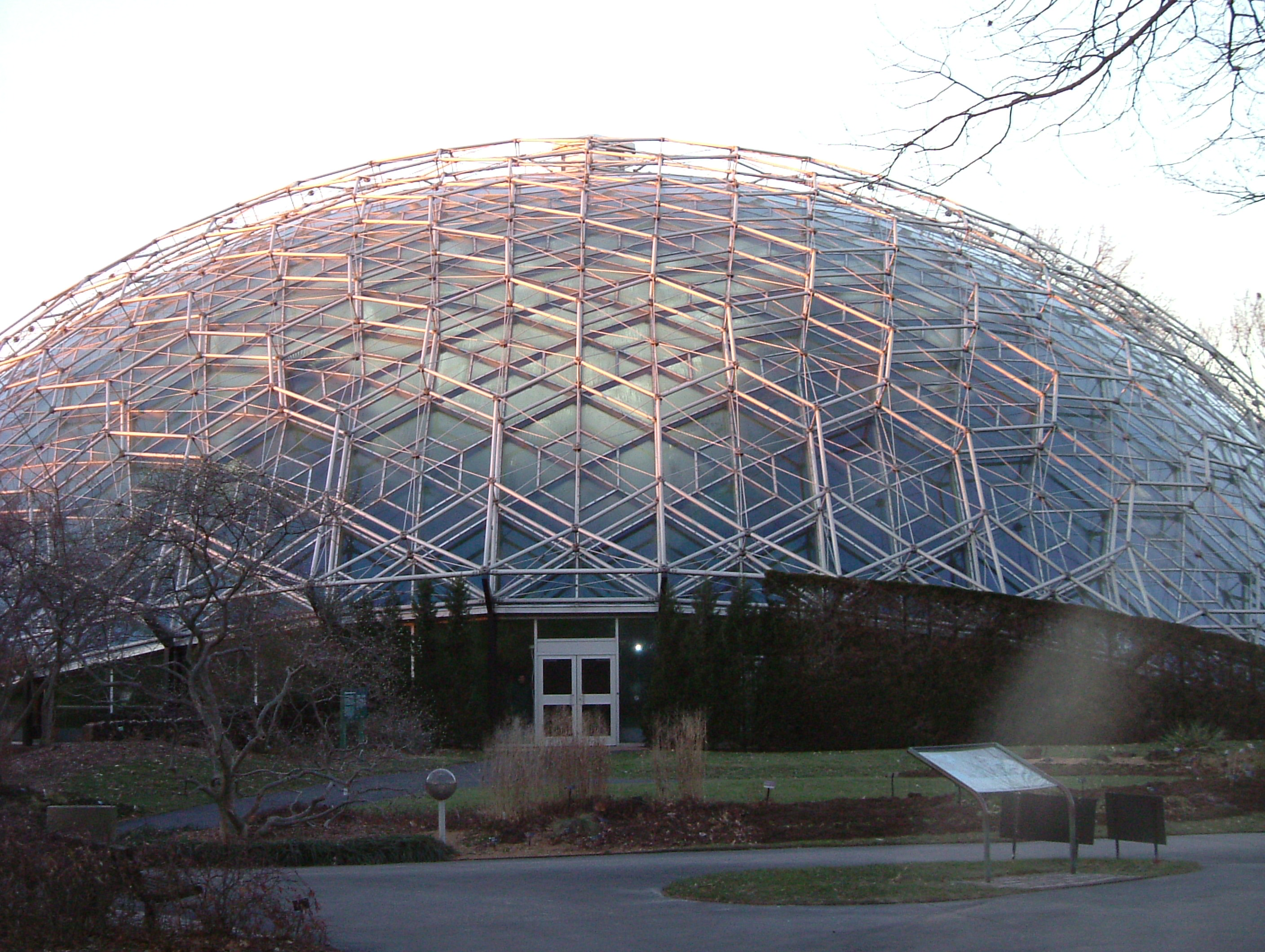
Климатрон ботанического сада Миссури

- Дуглас Трамбулл — один из создателей эффектов к фильму Стэнли Кубрика «Космическая одиссея 2001 года».
- Роли дронов (роботов) исполнены инвалидами-ампутантами.
- В качестве прообраза геодезических куполов был использован геодезический купол оранжереи в Ботаническом саду Миссури.

## Культурные отсылки к фильму
- На альбоме одного из пионеров электронной музыки Клауса Шульце «Trancefer» (1981) есть трек, посвящённый этому фильму.
- Шведский эмбиент-дуэт Carbon Based Lifeforms назвали в честь фильма одну из своих музыкальных композиций, а в другой («Photosynthesis») использовали цитату из фильма: «— What about forests? — No.»
- Британская группа 65daysofstatic в 14 ноября 2011 года выпустила Silent Running Re-Score — свой вариант саундтрека к фильму.
- О фильме рассказывается в 6 серии 3 сезона сериала «Клиент всегда мёртв»
- Британская группа Gorillaz в 2023 году выпустила трек под названием «Silent Running»
- В играх серии Fallout персонаж может взять способность «Silent Running»(Бесшумный бег в русской локализации).